# 1961년 고아 병합
1961년 고아 병합 혹은 비자이 작전, 고아 침공은 인도 공화국이 포르투갈의 식민지로 마지막까지 남은 포르투갈령 인도 지역인 현재의 고아 주와 다만 디우를 병합한 사건이다. 이 교전 중 인도인 22명과 포르투갈인 30명이 전사했다.

## 배경과 진행
과거 포르투갈의 바스코 다가마가 인도항로를 찾기 위해 갤리컷에 첫 기항을 한 이유 지속적으로 포르투갈은 인도에 무역 거점을 세우기 위해서 고군분투했다.
그 결과 인도 고아를 거점으로 점령하였으며, 고아 총독을 임명하였다. 1961년 인도는 포르투갈에 식민도시에 대한 반환을 요구했고, 이를 거부하자. 3개 방향으로 고아에 진격하여 무력점령하게 되었다. 이로써 1510년부터 451년간 이어진 포르투갈의 고아지배는 막을 내리게 되었다.
곧 인도 정부는 헌법을 개정하여 다만과 디우, 고아는 물론 1954년에 포르투갈로부터 해방시켰으나 미승인 독립국으로 놔두고 있던 다드라 나가르하벨리를 인도에 편입하였다. 고아 다만 디우라는 연방직할지로 편입하였고, 후에 고아는 주로 승격하였다.

## 같이 보기
- 인도의 정치 통합